# Stenia carthaghalis
Stenia carthaghalis là một loài bướm đêm trong họ Crambidae.